# La Reine des neiges (film, 2012)
Pour les articles homonymes, voir La Reine des neiges (homonymie).
Série
La Reine des neiges 2 : le Miroir sacré
(2015)
Pour plus de détails, voir Fiche technique et Distribution.
La Reine des neiges (en russe Снежная королева, Snejnaïa koroleva) est un film d'animation russe de 80 minutes réalisé par Vlad Barbe et Maxim Sveshnikov sorti en Russie le 31 décembre 2012. Animé en images de synthèse et utilisant en outre la technique du cinéma en relief, le film s'inspire librement du conte d'Andersen La Reine des neiges. Ce film a fait l'objet de quatre suites : La Reine des neiges 2 : Le Miroir sacré (Snezhnaya koroleva 2. Perezamorozka) sorti en 2014, La princesse des glaces (Snezhnaya koroleva 3. Ogon i led) sorti en 2016, La Princesse des glaces 2 : Le Monde des miroirs magiques (Snezhnaya koroleva. Zazerkale) sorti en 2018 et The Snow Queen & The Princess sorti en 2023.

## Synopsis
Gerda Vedgard et Kai vivent dans un orphelinat sans savoir qu'ils sont frères et sœur. Leurs parents ont été congelés par la Reine des neiges, car elle avait peur des miroirs que leur père fabriquait : ils avaient le pouvoir de montrer la vérité et ce que l'on veut cacher, même avec un masque. Elle découvre que les Vedgard ont un ou des enfants et veut s'en débarrasser car ils ont le pouvoir de faire échouer ses projets.
Elle envoie Orm, un troll, rechercher les enfants et pense que Kai est celui qui va faire chuter sa maîtresse car il a un talent de dessinateur et découvre trop tard qu'il n'est pas le seul successeur des Vedgard. Gerda découvre que Kai est son frère et part avec Luta (sa belette), le dernier miroir magique et Orm à la recherche de son frère pour le sauver d'une mort certaine. Elle apprendra en chemin que la reine des neiges est une petite fille nommée Irma qui avait des pouvoirs magiques mais qui se faisait mépriser à cause de sa différence. Les pouvoirs maléfiques ont envahi son esprit et l'ont transformée en reine des neiges qui congèle tous ceux qui ont du talent, comme elle. Gerda devra tout faire pour sauver Kai et Irma. Elle fera des rencontres extraordinaires en chemin et, à la suite de la rébellion de Orm contre la Reine des neiges, libérera Irma qui lui permettra finalement de sauver son frère. Orm peut se transformer en belette noire et en ours blanc.

## Fiche technique
- Titre : La Reine des neiges
- Titre original : Снежная королева (Snejnaïa koroleva)
- Titre québécois : Au pays du miroir magique
- Réalisation : Vlad Barbe et Maxim Sveshnikov
- Scénario : Vlad Barbe	et Maxim Sveshnikov
- Musique : Mark Willott
- Production : Aleksandr Ligai, Yuri Moskvin, Sergey Rapoport
- Studios de production : Wizart Animation, Inlay Film
- Pays de production :  Russie
- Langue originale : russe
- Format : couleur
- Budget estimé : 7 millions d'euros[1]
- Durée : 80 minutes[2]
- Dates de sortie :
  - Russie : 31 décembre 2012
  - France : 26 novembre 2013

## Distribution
- Isabelle Volpe : Gerda
- Patrick Noérie : Orm
- Claudine Gremy : La Reine
- Jean-Adrien Espiasse : Kai
- Anne Plumet : La fleuriste
- Jean-Marco Montalto : Le Prince
- Susan Sindberg : Shamane
- Olivier Angèle : Le Roi
- Pauline de Meurville : Femme Pirate
- Gabrielle Jeru : Fille Pirate
- Loïc Houdré : Directeur de l'école
- Jacques Albaret : Serviteur du Palais
  - Adaptation : Eric Lajoie
  - Direction artistique : Jacques Albaret
  - Enregistrement : Les studios de St Maur (2013)
  - Mixage : Jérémy Pichon

## Production
Le concept du film de conte de fées de Hans Andersen est né en 2007, lorsque la société Wizart a été fondée. Jusqu'en 2012, la société mère du studio était Layfilm ; le principal site de production du studio était situé à Voronej et certaines divisions étaient à Moscou. Cependant, la nouvelle de la production éponyme de Disney a initialement amené le studio à donner la priorité à d'autres projets pour amener le film dans les rayons des magasins.
En 2010, la production de La Reine des Neiges a repris et a duré plus de trois ans. Ils prévoyaient de sortir le film au début de l'année 2012 - 2013. Le studio a commencé la production en notant qu'il avait réduit le temps de production tout en augmentant le personnel et les processus de production.
Le studio a eu l'honneur de travailler une fois de plus avec les sources du film de Lev Atamanov de 1957 et du conte de fées d'Andersen.
Le dessin animé a été créé par le studio de Voronej Wizart Animation (en coproduction avec InlayFilm).
Le dessin animé La Reine des neiges est sorti un an plus tôt que le projet semblable du studio Walt Disney, La Reine des neiges.
Le slogan du film était : « Le froid peut geler votre cœur, l'amour peut vous libérer. » Le concept d'amour et d'empathie est contenu dans le miroir de Maître Vegard. Les exigences du personnage de la Reine des neiges pour retrouver Gerda et les enfants du Maître à travers le personnage secondaire Orm, déguisé en furet noir, contribuent à de nouveaux thèmes d'illusion et au concept d'ami ou d'ennemi.
À l'antenne de l'émission Evening Urgant, le groupe allemand Brainstorm a interprété la chanson Burn, Burn Clearly, qui est devenue la bande originale du dessin animé.

## Réception
Le film a reçu des critiques positives en Russie et des critiques mitigées à l'étranger. J.M. Willis a noté qu'il aimait les personnages de « La Reine des Neiges » : « L'animation, l'intrigue et la musique suffisent pour que ce film soit autonome ».
Mike McGranaghan de The Aisle Seat a commenté qu'il n'y a « rien de fondamentalement mauvais avec La Reine des Neiges ». C'est un film assez agréable avec de jolis visuels. Cependant, le problème auquel le film est confronté est que même s’il n’est pas mauvais, il n’est tout simplement pas assez bon. En particulier, le critique a eu un problème avec la structure de l'intrigue, affirmant que «l'histoire est quelque peu décousue». Cependant, ces moments ressemblent plus à un recueil d’idées qu’à une véritable intrigue. Ils n'ont jamais été intégrés de manière significative dans le message principal du film.
La critique du Roger Ebert disait : «Le message est brouillé par des fils d'intrigue allant dans des directions différentes, bien que le véritable coupable soit une animation maladroite sans implication. Et le seul effet qui fonctionne, la vue à 360 degrés, est impitoyablement surexploité. Le scénario est déroutant et ennuyeux mais au moins Gerda, le personnage principal, est douce, même si elle n'est pas très sûre d'elle. Le désir de Gerda de sauver son frère Kay est le plus grand facteur rédempteur du film».

## Suites
Le film a pu être vu dans plus de 75 pays lors de sa sortie mondiale finale. Komsomolskaïa Pravda a inclus le film parmi les sept dessins animés de vacances les plus populaires.
Une  précédente adaptation animée du film avait été réalisée en 1957 par le réalisateur soviétique Lev Atamanov.
En 2019, l’héritage de «La Reine des Neiges» s’est poursuivi : Voronej, la ville natale du studio d’animation, décore les espaces extérieurs avec des objets d’art clés du film dont une statue de Kai et Gerda, proposée pour le parc Energia de la rue Kirova.
Une suite intitulée La Reine des neiges 2 : Le Miroir sacré (Snezhnaya Koroleva 2: Perezamorozka) sort en 2015 en France. La suite raconte comment Kai et Gerda aident le troll Orm à sauver son peuple du Roi des Neiges. Il a rapporté 15,5 millions de dollars au box-office.
Le troisième volet, intitulé La Princesse des glaces (Snezhnaya Koroleva 3: Ogon' i Lyod), est sorti en 2016.. Le film a été un succès critique et commercial . Ce film a établi un record pour les projets d'animation russes à l'étranger et a depuis servi de base au quatrième volet intitulé La Princesse des glaces : le Monde des miroirs magiques (Snezhnaya Koroleva: Zazerkalje), sorti en 2019. Le film a été reconnu dans des festivals de cinéma ainsi que dans des collaborations internationales. À ce jour, la saga animée «La Reine des Neiges» est sortie dans plus de 150 pays et traduite en 30 langues.
La dernière suite en date, La Reine des neiges et la Princesse (Snezhnaya kKoroleva: Razmorozka), est sortie le 16 février 2023 en Russie et a reçu un accueil mitigé de la part des critiques, qui ont principalement critiqué l'intrigue et les dialogues.

## Récompenses
- 2013 : lors du 17e festival des Arts Visuels, le film a reçu un diplôme dans la catégorie « Animation magique »[13].